# Quận Breathitt, Kentucky
Quận Breathitt là một quận thuộc tiểu bang Kentucky, Hoa Kỳ.
Quận này được đặt tên theo. Theo điều tra dân số của Cục điều tra dân số Hoa Kỳ năm 2000, quận có dân số người. Quận lỵ đóng ở.

## Địa lý
Theo Cục điều tra dân số Hoa Kỳ, quận có diện tích km2, trong đó có km2 là diện tích mặt nước.

## Thông tin nhân khẩu
Theo điều tra dân số Hoa Kỳ năm 2000 của Cục điều tra dân số Hoa Kỳ, quận đã có dân số có 16.100 người, 6.170 hộ gia đình, và 4.541 gia đình sống trong quận hạt. Mật độ dân số là 32 trên một dặm vuông (12 / km2). Có 6.812 đơn vị nhà ở với mật độ trung bình là 14 trên một dặm vuông (5,4 / km 2). Cơ cấu chủng tộc của dân cư sinh sống trong quận này bao gồm 98,69% người da trắng, 0,39% da đen hay Mỹ gốc Phi, 0,09% người Mỹ bản xứ, 0,29% châu Á, Thái Bình Dương 0,02%, 0,08% từ các chủng tộc khác, và 0,43% từ hai hoặc nhiều chủng tộc. 0,66% dân số là người Hispanic hay Latino thuộc một chủng tộc nào.
Có 6.170 hộ, trong đó 34,10% có trẻ em dưới 18 tuổi sống chung với họ, 55,00% là đôi vợ chồng sống với nhau, 14,20% có nữ hộ và không có chồng, và 26,40% là không lập gia đình. 23,80% hộ gia đình đã được tạo ra từ các cá nhân và 9,00% có người sống một mình 65 tuổi hoặc lớn tuổi hơn. Cỡ hộ trung bình là 2,54 và cỡ gia đình trung bình là 3,00.
Trong quận này cơ cấu độ tuổi dân cư được trải ra với 25,50% dưới độ tuổi 18, 10,00% 18-24, 28,90% 25-44, 24,00% từ 45 đến 64, và 11,50% từ 65 tuổi trở lên người. Độ tuổi trung bình là 36 năm. Đối với mỗi 100 nữ có 97,40 nam giới. Đối với mỗi 100 nữ 18 tuổi trở lên, đã có 92,70 nam giới.
Thu nhập trung bình cho một hộ gia đình trong quận đã đạt mức USD 19.155, và thu nhập trung bình cho một gia đình là USD 23.721. Phái nam có thu nhập trung bình USD 26.208 so với 20.613 USD của phái nữ. Thu nhập bình quân đầu người của dân cư quận là 11.044 USD. Có 28,10% gia đình và 33,20% dân số sống dưới mức nghèo khổ, bao gồm 42,90% những người dưới 18 tuổi và 26,80% của những người 65 tuổi hoặc hơn.